# Leucaloa nudistriga
Leucaloa nudistriga là một loài bướm đêm thuộc phân họ Arctiinae, họ Erebidae.